# Кюне, Тобиас
Тобиас Кюне (нем. Tobias Kühne; род. 1928) — австрийский виолончелист и музыкальный педагог германского происхождения.
Окончил школу в Штутгарте. Учился в Париже у Андре Наварра, затем занимался также у Пабло Казальса и Поля Тортелье. Концертировал в разных частях света, с 1960 г. преподавал в Венской Академии музыки (среди его учеников, в частности, Генрих Шифф).
В 2004 г. опубликовал книгу «Иоганна. Из жизни одного необычного человека» (нем. Johanna. Das Leben eines besonderen Menschen; Stuttgart: Urachhaus Verlag), составленную из дневниковых записей и заметок, которые он делал на протяжении всей 38-летней жизни своей дочери Иоганны, в возрасте двух с половиной лет перенесшей энцефалит (как осложнение после прививки против оспы) и оставшейся умственно неполноценной.